# Gotfrid Hohenstaufenski
Gotfrid, v italijanščini znan kot Goffredo, Gotofredo ali Gotifredo (umrl 9. oktobra 1194), je bil oglejski patriarh v severni Italiji od 1182 do 1194. Bil je pristaš cesarske stranke v njenih sporih s papežem. Bil je vpleten v vojno s sosednjo skupnostjo Treviso, ki je ob njegovi smrti ostala nerešena.

## Zgodnja leta
Gotfrid je bil nemškega porekla, gibelin iz hiše Hohenstaufen.  Prvi zapis o njem je iz leta 1176, ko je bil opat v Sestu. Ta benediktinska opatija je bila v pristojnosti Ogleja. Vpliv oglejskih slikarjev je še vedno viden v glavi in krilih nadangela, ki so ohranjeni v kapeli nadangela Mihaela v opatiji. Leta 1177 je bil udeleženec Beneške pogodbe med cesarjem Friderikom Barbarosso (vladal 1155–1190) in papežem Aleksandrom III. (vladal 1159–1181), kar nakazuje, da je že zasedal pomemben položaj v cerkvenih zadevah.

## Patriarh

### Cesarski posli
Gotfrid je leta 1182 nasledil Ulrika Trebinjskega kot oglejski patriarh  V tej vlogi je bil pravno nemški knez, saj je bil Oglej znotraj nemškega ozemlja. Gotfrid je bil podpornik cesarja Friderika Barbarose. Leta 1183 je za cesarja sklenil posojilo pri pavijski družini Isembardi. To je bilo tik pred mirom v Konstanci, podpisanim 23. junija 1183 med cesarjem in italijanskimi občinami, Friderikovi odposlanci pa so ga morda uporabili za posladkanje pogajanj.
27. januarja 1186 je Gotfrid okronal cesarjevega sina Henrika Švabskega za kralja Italije v baziliki Sant'Ambrogio v Milanu. Henrik Švabski je bil bodoči cesar Henrik VI. Gotfridovo dejanje je povzročilo jezo nekdanjega milanskega škofa, papeža Urbana III., ki je menil, da bi moral biti on tisti, ki bi izvedel obred.  Papež je Gotfrida in vse klerike, ki so se udeležili slovesnosti, suspendiral iz božje službe. To nesoglasje je bilo kratkotrajno in kasneje istega leta, ko je bila ustanovljena škofija Koper, je papež poudaril, da bo podrejena Ogleju. Leta 1190 je cesar Friderik Barbarosa imenoval Gotfrida za cesarskega vikarja in odšel na tretjo križarsko vojno.  Barbarosa je umrl 10. junija 1190. Gotfrid je spremljal Henrika VI. v Rim, kjer je bil aprila 1191 okronan za cesarja. 

### Lokalni spori
Gotfrid je bil takratni posvetni vladar Furlanije in Istre. Bil je prvi patriarh, ki je umestil svoje ime na oglejske kovance, kar so nadaljevali njegovi nasledniki. Po drugi strani pa je posvetna oblast začela slabeti, kar so kasneje izkoristile Benetke. Leta 1183 je patriarh začel vojno s sosednjo občino Treviso za nadzor nad škofijami Belluno, Ceneda in Feltre. V tem obdobju so ozemlja patriarhata začela pridobivati večjo neodvisnost: leta 1192 je Otokar IV., vojvoda Štajerske, umrl brez naslednikov in njegove posesti (vključno s Pordenonom) so prešle na njegovega tasta Leopolda V. Babenberškega, vojvodo Avstrije. Leta 1188 je rovinjski municipij sklenil trgovsko pogodbo z Dubrovnikom in kmalu zatem (1192) je piranska občina sklenila trgovsko pogodbo s Splitom; V letu 1189 je Gemona postala tudi svobodna občina; leta 1190 je bila na vrsti občina Sacile, ki je od cesarja Friderika I. "Barbarosse" prejela dovoljenje, da si potrdi statut, najstarejši v Furlaniji; končno je bila v Trstu leta 1192 po dveh letih sporov in prepirov volitev škofa prenesena na kapitelj.